# Campeonato Europeo de Biatlón de 1995
El II Campeonato Europeo de Biatlón se celebró en la localidad alpina de Grand-Bornand (Francia) en 1995 bajo la organización de la Unión Internacional de Biatlón (IBU).

## Resultados

### Masculino
| Evento             | Oro                                                                     | Plata                                                                       | Bronce                                                                     |
| ------------------ | ----------------------------------------------------------------------- | --------------------------------------------------------------------------- | -------------------------------------------------------------------------- |
| 10 km velocidad    | Raphaël Poirée Francia                                                  | Gilles Marguet Francia                                                      | Oleg Ryzhenkov Bielorrusia                                                 |
| 20 km individual   | Igor Jojriakov Bielorrusia                                              | Alexandr Popov Bielorrusia                                                  | Holger Schönthier · Alemania ·                                             |
| Relevos 4 × 7,5 km | Bielorrusia Igor Jojriakov Alexandr Popov Oleg Ryzhenkov Vadim Sashurin | Alemania · René König · Lars Kreuzer · Markus Quappig · Marco Morgenstern · | Ucrania · Ruslan Lysenko · Valentyn Dzhyma · Roman Svonkov · Taras Dolny · |

### Femenino
| Evento             | Oro                                                  | Plata                                                                   | Bronce                                                      |
| ------------------ | ---------------------------------------------------- | ----------------------------------------------------------------------- | ----------------------------------------------------------- |
| 7,5 km velocidad   | Corinne Niogret Francia                              | Katrin Apel · Alemania ·                                                | Anne Briand Francia                                         |
| 15 km individual   | Svetlana Paramyguina Bielorrusia                     | Nina Lemesh · Ucrania ·                                                 | Emmanuelle Claret Francia                                   |
| Relevos 3 × 7,5 km | Francia Corinne Niogret Florence Baverel Anne Briand | Ucrania · Tetiana Vodopianova · Nina Lemesh · Valentyna Tserbe-Nesina · | Alemania · Kathi Schwaab · Steffi Kindt · Martina Zellner · |

## Medallero
| Núm. | País        | Oro | Plata | Bronce | Total |
| ---- | ----------- | --- | ----- | ------ | ----- |
| 1    | Francia     | 3   | 1     | 2      | 6     |
| 2    | Bielorrusia | 3   | 1     | 1      | 5     |
| 3    | Alemania    | 0   | 2     | 2      | 4     |
| 4    | Ucrania     | 0   | 2     | 1      | 3     |
|      | TOTAL       | 6   | 6     | 6      | 18    |